# Muslići (Bihács)
Muslići falu Bosznia-Hercegovinában, Bihács községben, a Bosznia-hercegovinai Föderáció Una-Szanai kantonjában. 

## Fekvése
Bihácstól légvonalban 5, közúton 6 km-re északnyugatra, a Mriježnica, a Klokot és a Turija-patakok által határolt üledékes síkságon fekszik. A falu egykor ortodox szerbek által lakott részét Prtešanjnak nevezik.

## Népessége
| Nemzetiségi csoport | Népesség 1991 | Népesség 2013 |
| ------------------- | ------------- | ------------- |
| Szerb               | 3             | 1             |
| Bosnyák             | 418           | 419           |
| Horvát              | 71            | 0             |
| Jugoszláv           | 5             | 0             |
| Egyéb               | 3             | 10            |
| Összesen            | 500           | 430           |

## Története
A falu az első betelepülő családjáról a Muslićokról kapta a nevét. Első lakói Vrlikából származnak, ahonnan a török-velencei háborúk idején menekültek el. Ők a Dulkić, Mašić, Mešinović és Abdulahović családok ősei voltak. Később főként Likából érkeztek új betelepülők. Lakói főként mezőgazdasággal foglalkoztak, de többen vándoroltak ki Amerikába is. Szerb lakossága a boszniai háború idején menekült el.